# Saxtons River (Village)
Saxtons River ist ein Village in der Town Rockingham im Windham County des Bundesstaates Vermont in den Vereinigten Staaten mit 479 Einwohnern (laut Volkszählung von 2020). Saxtons River liegt im Süden der Town Rockingham und wird durch den Saxtons River in östlicher Richtung durchflossen. In Saxtons River befinden sich die Saxtons River Falls.

## Geschichte
Die Town Rockingham, in der das Village Saxtons River liegt, gehört zu den früh besiedelten Arealen Vermonts. Zur Besiedlung ausgerufen durch Gouverneur Benning Wentworth von New Hampshire, kamen die ersten Siedler bereits 1753 ins Land. Das Village konnte sich durch die günstige Lage am Saxtons River entwickeln, dessen Wasser im frühen 19. Jahrhundert mehrere Wassermühlen antrieb. Zu den frühen Unternehmen gehörten Woll- und Sägewerke, eine Getreidemühle, eine Gerberei, eine  Brennerei, eine  Uhrenfabrik und ein Hotel.
Das Village Saxtons River wurde im Jahr 1905 mit eigenständigen Rechten versehen.
Von 1900 bis 1924 verband Saxtons River mit Bellows Falls, dem anderen Village in der Town Rockingham, die Straßenbahn Bellows Falls–Saxtons River. Die Betreiberfirma gründete auch den Barber Park, gelegen zwischen Saxtons River und Bellows Falls, ein Veranstaltungsgelände für Konzerte, Baseballspiele und mit Fahrgeschäften.
Das Zentrum des Villages ist im National Register Historic Districts gelistet.
Einwohnerentwicklung
| Jahr      | 1900 | 1910 | 1920 | 1930 | 1940 | 1950 | 1960 | 1970 | 1980 | 1990 |
| --------- | ---- | ---- | ---- | ---- | ---- | ---- | ---- | ---- | ---- | ---- |
| Einwohner |      |      |      | 670  | 740  | 715  | 725  | 581  | 593  | 541  |
| Jahr      | 2000 | 2010 | 2020 | 2030 | 2040 | 2050 | 2060 | 2070 | 2080 | 2090 |
| Einwohner | 519  | 565  | 479  |      |      |      |      |      |      |      |

Volkszählungsergebnis Saxtons River, Vermont

## Wirtschaft und Infrastruktur

### Verkehr
Durch Saxtons River führt in westöstlicher Richtung die Vermont State Route 121. Sie verläuft parallel zum Saxtons River.

### Bildung
Bellows Falls und Saxtons River gehören zum Windham Northeast Supervisory Union In Saxtons River befindet sich die Saxtons River Elementary School mit Schulklassen von Klasse eins bis vier. 
Die Vermont Academy ist ein privates College in Saxtons River.

## Persönlichkeiten
- John Butler Smith (1838–1914), Politiker und Gouverneur des Bundesstaates New Hampshire